# Askos

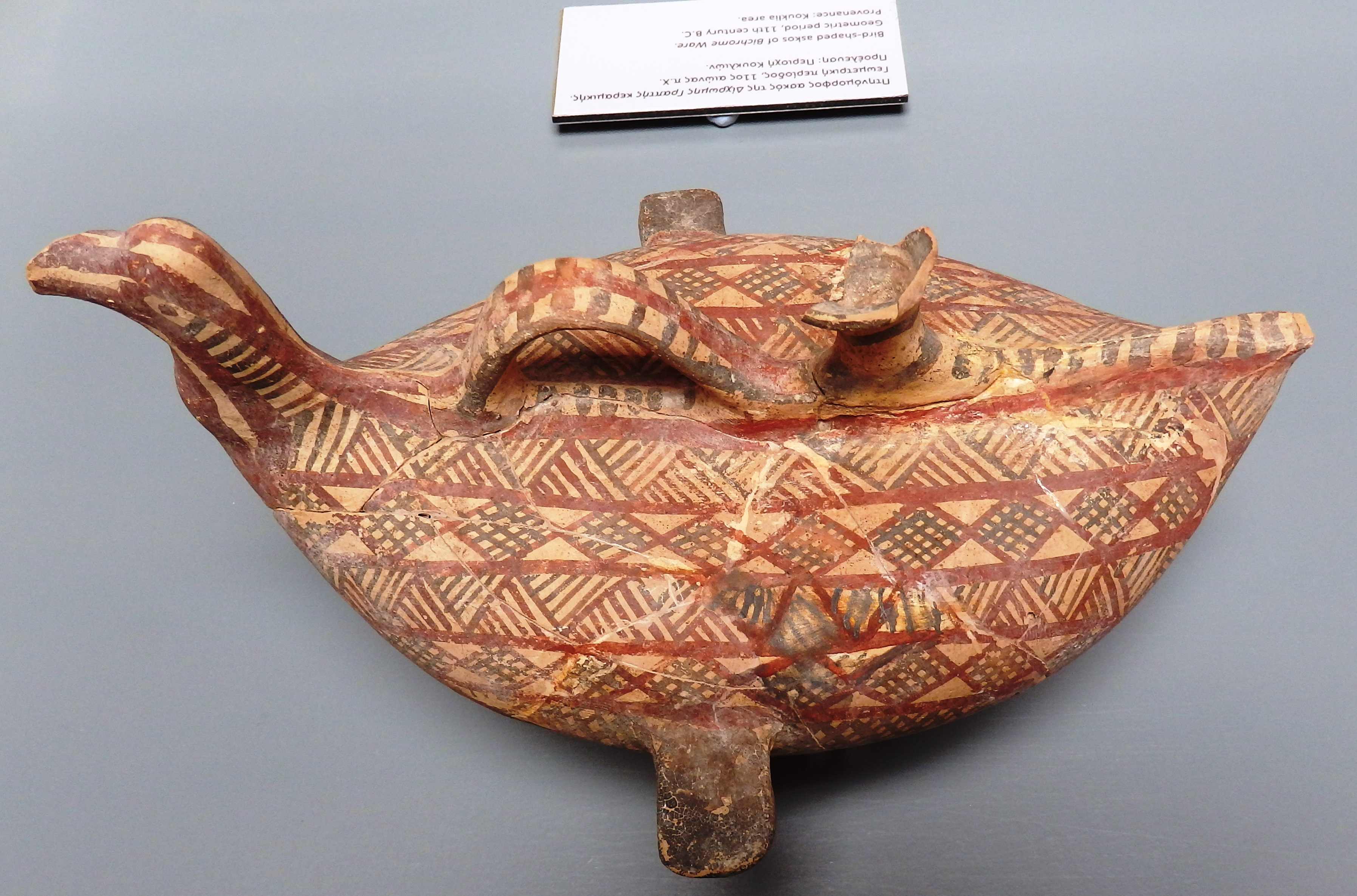
Askos aus Kouklia (Zypern), geometrischer Stil, 11. Jh. v. Chr.

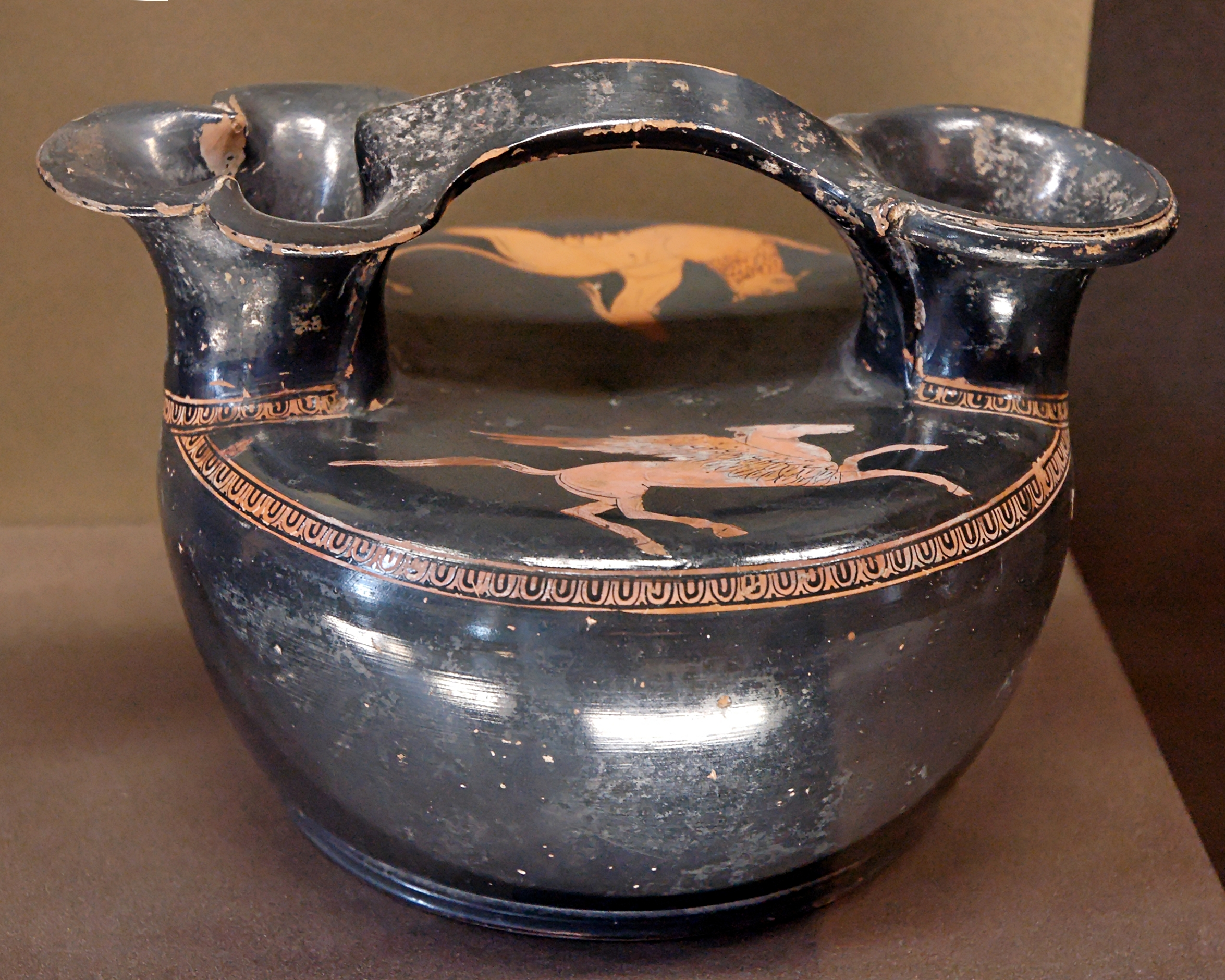
Askos eines unbekannten attischen Malers, um 420/10 v. Chr., Louvre (G 447)

Ein Askos (altgriechisch ἀσκός askós, deutsch ‚Schlauch‘, Mehrzahl ἀσκοί askoí) ist ein flaches, bauchiges Gefäß aus antiker Zeit mit einem engen Ausguss, an dem der Henkel auf dem Rücken angesetzt ist. Seinen Namen hat es von der optischen Ähnlichkeit mit einem Weinschlauch, er wurde in der Antike allerdings noch nicht für diese Gefäßform verwendet.
Askoi wurden seit mindestens dem 11. Jahrhundert v. Chr. aus Ton hergestellt und wie Vasen meist mit figürlichem Schmuck im jeweiligen Stil ihrer Zeit bemalt. Sie dienten unter anderem zur Aufbewahrung von Öl und dem Auffüllen von Lampen. Die kleinen Varianten mit schmalem Hals dienten zum Aufbewahren von Flüssigkeiten, die in geringeren Mengen verwendet wurden, wie Parfüms, Honig oder Essig. Daneben wurden sie auch für Trankopfer bei Beerdigungszeremonien verwendet.
Bei den Etruskern war die Form vor allem im 4. Jh. v. Chr. als kleiner Ölspender verbreitet, oft in Form einer Ente. Hellenistische Sonderformen mit zwei Ausgüssen datieren überwiegend ins 2. Jh. v. Chr. Dem 1. Jh. v. Chr. und 1. Jh. n. Chr. zugehörig sind bronzene Askoi als Serviergefäße für Wein, wie sie in den Vesuvstädten mehrfach gefunden wurden.
Der Begriff Askos wird auch im Zusammenhang mit ähnlich geformten (henkellosen) Gefäßen aus dem Neolithikum gebraucht. 2015 tauchte ein solches Gefäß erstmals im Tollensetal auf. In der Bronze- und Eisenzeit des Mittelmeerraumes sind Askoi als Krugform mit einem Henkel verbreitet, doch reichen ihre Anfänge ins Frühneolithikum des Balkans bis etwa 6000 v. Chr. zurück. Dort dienten sie wohl als Gefäße für Trankopfer. Ein der Stichbandkeramik (4900–4500 v. Chr.) angehörendes Gefäß dieser Art stammt aus dem polnischen Dobre im Landkreis Wrocławski, zwei weitere fanden sich in Großjena und in Braunsdorf im seinerzeitigen Kreis Merseburg. Das Gefäß aus Großjena wurde der Salzmünder Kultur (ca. 3400–3000 v. Chr.) und das als Askos mit Bandhenkel auf dem Rücken rekonstruierbare Fragment aus Braunsdorf der Baalberger Kultur (4200–3100 v. Chr.) zugeordnet.